# 烏克蘭司法部
乌克兰司法部（羅馬化：Ministerstvo yustytsii Ukrainy）是乌克兰政府中負責司法事務的政府部門。該部門的历史可以追溯到20世纪初。該部門的下屬機構有乌克兰国家档案局、乌克兰国家行政局、乌克兰国家监狱管理局、乌克兰国家个人数据保护局。